# Kelloggella tricuspidata
Kelloggella tricuspidata är en fiskart som först beskrevs av Herre, 1935.  Kelloggella tricuspidata ingår i släktet Kelloggella och familjen smörbultsfiskar. Inga underarter finns listade i Catalogue of Life.